# Wilhelm Riedel (Maler)

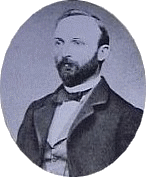
Wilhelm Riedel, 1870

Wilhelm Riedel (* 16. September 1832 in Antoniwald (heute Antonínov) bei Josefsthal, Königreich Böhmen; † 12. Juni 1876 in Kundratitz (heute Kundratice) bei Leitmeritz, Königreich Böhmen) war ein böhmischer Landschafts- und Tiermaler der Düsseldorfer Schule und der Schule von Barbizon.

## Leben

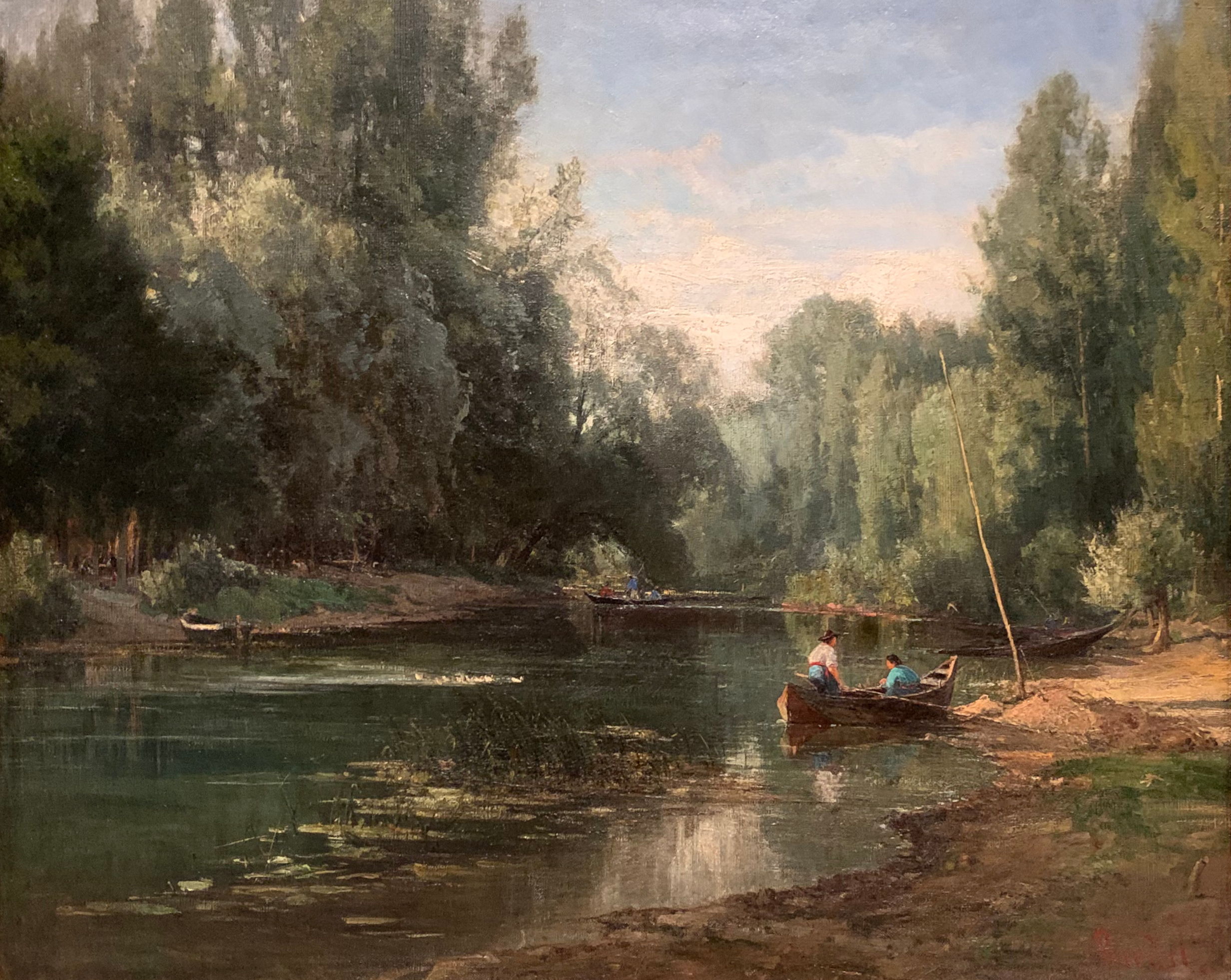
Auf dem Fluss, 1865

Riedel war Sohn des Antoniwalder Glashüttenmeisters und Glashüttenbesitzers Franz Xaver Riedel (1786–1844) aus dessen Ehe mit Josefina Weber (1808–1882). Sein Schwager und Cousin war der Großindustrielle Josef Riedel (1816–1894). Ab 1852 studierte er bei Max Haushofer an der Kunstakademie Prag. Von 1856 bis 1860 nahm er anschließend Privatunterricht bei Andreas Achenbach in Düsseldorf. Als Student durchwanderte er Böhmen, besonders das Riesengebirge. 1861/62 und 1868/69 bereiste er Italien (1861 Rom) sowie 1864–1868 Frankreich (Paris und die Bretagne), wo ihn die Schule von Barbizon prägte, insbesondere die Malerei von Jean-Baptiste Camille Corot und Charles-François Daubigny. Ab 1869 oder 1870 lebte er in Prag.
An Tuberkulose erkrankt suchte er in Begleitung seiner Mutter die Heilbäder Karlsbad, Eichwald und Teplitz auf. Er starb als 43-Jähriger an Pyämie in Kundratitz. Dort wurde er am 14. Juni 1876 auf dem Friedhof bestattet.
Riedel schuf Landschafts- und Tierbilder in Öl, in Aquarellen und Zeichnungen. Ab 1855 war er auf Ausstellungen in Prag und Brünn vertreten.

## Ausstellungen
- 1928: Gedächtnisausstellung des Kunstvereins für Böhmen, Rudolfinum, Prag
- 2008/09: Einzelausstellung Wilhelm Riedel in der Regionalgalerie Liberec (OGL)[4]